# Toon van Ham (sportvisser)
Toon Van Ham is een Belgisch professioneel sportvisser, gespecialiseerd in het vissen op roofvissoorten zoals snoek, baars en snoekbaars. Hij is lid van het Westin Pro Team, en staat bekend om zijn technische aanpak en kennis van viselektronica. Daarnaast schrijft Van Ham ook recenties en maakt hij video's voor het Nederlandstalige platform Roofmeister.

## Loopbaan
Van Ham begon op jonge leeftijd met vissen en ontwikkelde zich tot een van de meest belovende roofvissers in België. Zijn voorkeur gaat uit naar het vissen op grote snoekbaars in de winter, waarbij hij technieken zoals dropshot en vertical jigging toepast.
Sinds 2022 maakt Toon deel uit van het Belgische pro roster van het Deense Westin Pro Team als roofvisser naast andere bekende vissers als Luc Coppens en Florian Poos.

## Publicaties en media
- Het grootste roofvistalent op dit moment? Toon on fire – Roofmeister, april 2022
- Toon van Ham helpt jou bij het vinden en vangen van grote snoekbaars – Roofmeister, januari 2024
- Toon Van Ham op Westin Pro Team – Westin-fishing.com

## Persoonlijk
Zijn grootste vangsten omvatten onder meer een snoek van 124 cm, een baars van 53 cm en een snoekbaars van 91 cm. 

## Erkenningen
Toon Van Ham heeft in zijn carrière diverse prijzen behaald in nationale en internationale roofviswedstrijden:
- YPC Bank:

```
 * Goud in 2022 en 2024
 * Zilver in 2023
```

- EFL (European Fishing League):

```
 * Goud in 2023, 2024 en 2025
```

- Luremasters:

```
 * Goud (MLF) in 2023
 * Zilver (klassiek) in 2023
```

- Skills & Stripes:

```
 * Goud in 2024
```